# Rio Corambatul
O Rio Corambatul é um rio da Romênia, afluente do Lepşa, localizado no distrito de Vrancea.